# (11124) Mikulášek
(11124) Mikulášek (1996 TR9) – planetoida z pasa głównego asteroid okrążająca Słońce w ciągu 3,44 lat w średniej odległości 2,28 j.a. Odkryta 14 października 1996 roku.